# Yu Guohui
Yu Guohui, född 30 april 1977, är en friidrottare från Kina. Han deltog vid olympiska sommarspelen 1996 och olympiska sommarspelen 2000.